# Teofil Pawłykiw
Teofil Pawlików (ukr. Теофіль Михайлович Павликів, ur. 7 sierpnia 1821 w Brzeżanach, zm. 17 lipca 1905 we Lwowie) – ksiądz greckokatolicki, ukraiński działacz społeczny, honorowy członek lwowskiego kryłosu, proboszcz we Lwowie, poseł do Sejmu Krajowego Galicji I, II i III kadencji, moskalofil.
Proboszcz Cerkwi Wołoskiej we Lwowie, od 1870 r. czołowy działacz Russkiej Rady i Towarzystwa im. Mychajła Kaczkowśkiego. Wybierany posłem do Sejmu Krajowego Galicji IV kurii obwodu Brzeżany, z okręgu wyborczego Brzeżany-Przemyślany.
Miał syna, sekretarza sądu, oraz córkę, śpiewaczkę operową Marię Nowakowską.

## Literatura
- Енциклопедія українознавства, Lwów 1993, t. 5, s. 1917
- Wykaz Członków Sejmu krajowego królestwa Galicyi i Lodomeryi, tudzież wielkiego xięstwa Krakowskiego 1863. Lwów, 1863, s. 4..
- Stanisław Grodziski – „Sejm Krajowy Galicyjski 1861-1914”, Wydawnictwo Sejmowe, Warszawa 1993, ISBN 83-7059-052-7.